# ぶらガール
『ぶらガール』は、甘詰留太による日本の漫画。ふたなりの女の子たちを主人公とした恋愛漫画で、『ヤングアニマル嵐』（白泉社）にて、2009年No.12から2010年No.7まで連載された。全8話。甘詰の『ナナとカオル』が同社の『ヤングアニマル』に移籍した後に始まった連載である。しかし、『ナナとカオル』が『ヤングアニマル嵐』と『ヤングアニマル』の2誌並行連載されることになり、それに伴い『ぶらガール』の連載は終了することになった。

## 単行本
- 甘詰留太 『ぶらガール』 白泉社《ジェッツコミックス》、全1巻
  1. 2010年10月29日発売、ISBN 978-4-592-14600-1